# 1848 a tudományban
Az 1848. év a tudományban és a technikában.

## Események
- William Lassell angol csillagász és tőle függetlenül William Bond és George Bond amerikai csillagászok felfedezik a Szaturnusz Hyperion nevű holdját

## Születések
- február 16. – Hugo de Vries holland botanikus († 1935)
- március 7. – Kosutány Tamás agrokémikus, a mezőgazdasági ipar műszaki fejlesztésének egyik első hazai kezdeményezője, a Magyar Tudományos Akadémia levelező tagja († 1915)
- május 23. – Otto Lilienthal német repülőgép-mérnök, feltaláló, pilóta († 1896)
- július 27. – Eötvös Loránd magyar fizikus, egyik legismertebb alkotása a nevét viselő torziós inga. A Magyar Tudományos Akadémia elnöke, a Mathematikai és Fizikai Társulat alapító elnöke († 1919)
- szeptember 25. – Süss Nándor német származású mechanikus, a magyarországi műszerészképzés és finommechanikai ipar megteremtője, az egykori Magyar Optikai Művek jogelődjének alapítója († 1921)
- november 8. – Gottlob Frege német matematikus, logikatudós, filozófus, a modern matematikai logika és analitikus filozófia megalapítója († 1925)
- december 6. – Johann Palisa osztrák csillagász, nevéhez százhuszonkét kisbolygó felfedezése fűződik († 1925)

## Halálozások
- augusztus 7. – Jöns Jakob Berzelius svéd kémikus  (* 1779)
- augusztus 12. – George Stephenson angol mérnök, a gőzmozdonyos vontatás tökéletesítője (* 1781)
- október 2. – Georg August Goldfuss német paleontológus és zoológus (* 1782)
- december 18. Bernard Bolzano szudétanémet matematikus, filozófus (* 1781)